# Douglasita
La douglasita forma parte de la clase de los llamados minerales haluros o halogenuros, es un cloruro de potasio y hierro. Se le nombró así por el lugar en donde fue encontrado en 1880 y descrito por primera vez, la localidad de Douglashall, en el estado de Sajonia-Anhalt (Alemania).

## Características químicas
Se suele presentar en masas granulares en las que los cristales son de gran tamaño.

## Formación y yacimientos
Aparece en rocas evaporitas de origen marino que han sido alteradas.
Es común encontrarlo asociado a otros minerales, como son: silvita, halita y carnalita.